# Brignogan-Plage
Brignogan-Plages (en bretó Brignogan) és un municipi francès, situat a la regió de Bretanya, al departament de Finisterre. L'any 2006 tenia 849 habitants. Limita a l'oest per Kerlouan, al sud i a l'est per Plounéour-Trez, i al nord, amb el Canal de la Mànega. El consell municipal ha aprovat la carta Ya d'ar brezhoneg.

## Demografia
| 1962                                       | 1968  | 1975  | 1982 | 1990 | 1999 |
| ------------------------------------------ | ----- | ----- | ---- | ---- | ---- |
| 1.115                                      | 1.052 | 1.039 | 881  | 836  | 849  |
| Des de 1962: població sense dobles comptes |       |       |      |      |      |

## Administració
| Període   | Identitat          | Partit |
| --------- | ------------------ | ------ |
| 2001-2008 | Yvonne Abiven      |        |
| 2008-     | Jean-Yves Bodennec |        |